# カリナ (歌手)
カリナ（카리나、本名：ユ・ジミン(유지민)、2000年4月11日 -）は、大韓民国の歌手、aespaのリーダー、GOT the beatのメンバー。身長167.8cm、血液型B型。

## 生い立ち
2000年4月11日、京畿道で生まれ育ち、ハンソル高校に通ったが、後に中退し、General Educational Development（大検）の資格を取得した。カトリック教徒で、カトリック名は「カタリーナ」と言い、それが芸名のインスピレーションになっている。

## 略歴
2016年、InstagramのダイレクトメッセージにてスカウトされたSMエンタテインメントに入所。
2019年、テミンの「WANT」のミュージック・ビデオに出演し、バックアップダンサーを務める。
2020年11月17日、aespaのメンバーとしてデビュー。
2022年1月1日、ガールズユニットプロジェクト「Girls On Top」の第1弾ユニット「GOT the beat」のメンバーとして活動を開始。
2024年10月9日、aespaのライブで披露したソロ曲「UP」をリリース。
2024年10月19日、MBC『ショー!音楽中心』にて、自身のソロ曲「UP」で初の首位を獲得。

## パブリック・イメージと影響力
カリナはデビューに先立ち、事務所からダンス、ボーカル、ラップまでマルチな才能を持つメンバーとして紹介された。雑誌『ペーパー』はカリナを「グループにとってダイナミックなダンサー、気配りのあるリーダー、そして官能的なラッパー」と称賛した。
2021年、K-POPアーティストとインフルエンサーに関する韓国のブランド評判で2か月連続で首位となった。また、スターニュースの女性アイドル部門でも8週間首位を飾った。韓国経済研究院が毎月発表している「個人ガールズグループ会員ブランド力ランキング」で、6月号と7月号で1位、10月号で4位を獲得した。また、ソウル市政府の「観光促進プログラム」にも取り上げられ、彼女に「ソウル市全体のパノラマビューと歴史的なソウル城壁、そして無量洞での陶器作りを観光客に鑑賞してもらう」という内容である。

## 作品

### コラボレーション
| タイトル                                                                                               | 年   | 各国のチャート順位 | アルバム                         |
| タイトル                                                                                               | 年   | KOR                | アルバム                         |
| --- | ---- | ------------------ | -------------------------------- |
| "The Cure" (with Kangta, BoA, ユンホ, イトゥク, テヨン, オンユ, スホ, アイリーン, テヨン, マーク,クン) | 2022 | —                  | 2022 Winter SMTOWN : SMCU PALACE |
| "Hot & Cold" (온도차) (with カイ, スルギ,ジェノ)                                                       | 2022 | —                  | 2022 Winter SMTOWN : SMCU PALACE |
| "—" は、未発売または、チャート圏外を示します。                                                         |      |                    |                                  |

### サウンドトラック
| タイトル                                       | 年   | 各国のチャート順位 | アルバム                |
| タイトル                                       | 年   | KOR                | アルバム                |
| ---------------------------------------------- | ---- | ------------------ | ----------------------- |
| "Sad Waltz"                                    | 2023 | —                  | Song of the Bandits OST |
| "—" は、未発売または、チャート圏外を示します。 |      |                    |                         |

### クレジット
特に明記されていない限り、すべての曲のクレジットは韓国音楽著作権協会のデータベースから引用されています
| タイトル    | 年   | アーティスト | アルバム | ノート |
| ----------- | ---- | ------------ | -------- | ------ |
| "Menagerie" | 2023 | カリナ       |          | 作詞   |

## 出演

### テレビ番組
| 日付       | 放送局 | タイトル                 |
| ---------- | ------ | ------------------------ |
| 2021.10.30 | H      | TRAVEL DIARY:SOUL, SEOUL |

### 広告
| 年   | 広告主       | 広告名                                  |
| ---- | ------------ | --------------------------------------- |
| 2020 | 現代自動車   | The all-new Hyundai TUCSON Beyond DRIVE |
| 2021 | ソウル特別市 | karina shows seoul to the world         |
| 2021 | ソウル特別市 | Teaser of ‘SOUL; SEOUL’                 |
| 2021 | ソウル特別市 | Two more Seoul trips coming up!         |